# Palau Sant Jordi
El Palau Sant Jordi és un pavelló d'esports de Barcelona, construït amb motiu dels Jocs Olímpics de 1992. Va estar enllestit l'any 1990, dos anys abans de l'esdeveniment. El seu arquitecte va ser el japonès Arata Isozaki. El Palau, emplaçat a la muntanya de Montjuïc, sobre un antic abocador d'escombraries, va ser concebut com un espai polivalent on a més de les competicions esportives s'hi desenvolupen espectacles diversos com ara espectacles musicals i teatrals o trobades socials. És considerat la joia de l'anomenada Anella Olímpica de Montjuïc, que també integren instal·lacions de l'Estadi Olímpic Lluís Companys, la Piscina de Salts de Montjuïc o les Piscines Bernat Picornell. És la instal·lació olímpica més utilitzada de Barcelona. Per a esdeveniments esportius té una capacitat de 16.670 espectadors (tots asseguts, encara que ocupant únicament els dos laterals i el fons nord, ja que en el fons sud no s'habiliten graderies), mentre que per a concerts té una capacitat màxima de 18.000 persones.
Va ser inaugurat el 21 de setembre de 1990. És considerat una obra mestra de l'arquitectura i l'enginyeria moderna. La seva estructura i materials mecanitzats li confereixen una gran flexibilitat que permet adaptar el recinte per a acollir els més variats esdeveniments.
El Palau Sant Jordi va ser el principal pavelló cobert dels Jocs Olímpics de Barcelona 1992, per als quals va acollir les finals de les competicions de gimnàstica. Des d'aleshores acull regularment espectacles esportius de tota classe, des de bàsquet fins a exhibicions de motocròs, i també esports no habituals de practicar en pavellons no especialitzats com ara la natació. Amb motiu dels Campionats del Món de Natació de 2003, celebrats a Barcelona, s'hi va instal·lar una piscina reglamentària de 50 × 25 metres on es van disputar les principals proves dels campionats.
A més dels grans espectacles esportius, el Palau Sant Jordi és un dels llocs més sol·licitats de Barcelona per a l'organització d'espectacles musicals i teatrals, a causa del seu gran aforament, comoditat, i una excel·lent sonoritat del recinte. Com a exemple, cal esmentar que l'artista nord-americà Bruce Springsteen va escollir el seu concert del Palau Sant Jordi a l'octubre de 2002 per a editar el DVD oficial de la seva gira mundial. També han actuat en el Palau Sant Jordi grans artistes del pop-rock internacional com U2, Queen, Coldplay, Iron Maiden, Mecano o solistes com Britney Spears, Miley Cyrus, Shakira, Avril Lavigne, Madonna, Prince, Alejandro Sanz, Joan Manuel Serrat, Lady Gaga, Justin Bieber, Rihanna o Enrique Bunbury.
Va ser una de les sis seus de la Copa del Món de bàsquet 2014.

## Descripció
El Palau Sant Jordi és un palau d'esports situat a l'Anella Olímpica de Montjuïc, en una terrassa al davant de l'Estadi i amb l'entrada principal a l'esplanada o plaça. Darrere el Palau hi ha el parc del Migdia.
El projecte d'urbanització de l'Anella Olímpica de Montjuïc va ser encarregat a l'equip d'arquitectes format per Federico Correa, Alfonso Milà, Joan Margarit i Carlos Buxadé el 1984, els quals van dissenyar l'espai a partir d'una immensa esplanada dividida longitudinalment en tres plataformes. Al nivell intermedi hi ha l'accés principal al Palau Sant Jordi, edifici dissenyat per l'arquitecte japonès Arata Isozaki. Es va escollir un projecte que permetés un ús perdurable del nou equipament, ja que es volia que esdevingués, un cop acabats els Jocs Olímpics del 1992, un espai per a actuacions culturals i esportives multitudinàries.
La graderia té forma en U per deixar espai a l'escenari. Sobre la graderia, 62 robustes columnes suporten el pes de la cúpula i delimiten el vestíbul de circulació perimetral del públic. La cúpula, de les mateixes dimensions que la pista, es va construir amb el sistema Pantadome (ideat per l'enginyer Mamoru Kawaguchi). Aquest sistema està format per una malla de 4.000 barres cilíndriques i 500 nusos esfèrics on s'insereixen els tups. La construcció de la cúpula va ser una obra d'enginyeria molt nova i complexa. La cúpula es va construira nivell de terra i, un cop acabada es va elevar mitjançant 12 gats hidràulics controlats amb molta precisió per un sistema informàtic. Finalment es va assegurar la cúpula on s'ajunten tots els grills, es va construiur la semicoberta i es va aïllar amb teula, ceràmica i zinc. A l'estructura de la cúpula, un cop aixecada, s'hi va afegir una altra gran estructura metàl·lica de color groc en la qual va instal·lar-se tot l'equipament d'il·luminació, de so i un marcador amb pantalles pels quatre costat.
El Palau Sant Jordi és un equipament multifuncional, s'hi han fet actuacions de tota classe, com ara concerts multitudinaris, circ, campionats de motocross, la celebració del Windsurt Indoor amb un mar artificial, campionats de natació, de bàsquet o dos finals de la Copa Davis. L'espai és molt adaptable, amb les grades inferiors desmuntables i amb els canvis necessaris a l'espai de pista. Per a actes esportius té una capacitat de fins a 16.159 espectadors i per a concerts la capacitat màxima s'amplia fins als 17.960.

## Història
Inicialment l'edifici s'havia de situar a l'abocador d'escombraries de Montjuïc però finalment es va optar per un nou emplaçament, cosa que va fer canviar el disseny. La millora del terreny va permetre minimitzar el problema de fonaments i se'n va poder ampliar l'espai. La coberta també es va modificar del disseny inicial que preveia una coberta ondulada de xapa.
El projecte del Palau d'esports Sant Jordi s'insereix dins un projecte ampli de remodelació de la ciutat que va iniciar-se els darrers anys de la dècada de 1970 i es va intensificar a partir del nomenament de Barcelona, l'octubre de 1986, com a seu dels Jocs Olímpics de 1992. Durant els Jocs Olímpics va ser el principal pavelló cobert i hi va acollir la competició de gimnàstica artística i les finals de handbol i voleibol.
Es va inaugurar oficialment el 21 de setembre de 1990 i entre el 1990 i el 1992 ja va acollir nombroses activitats, tant esportives com culturals.
L'any 2007 es va inaugurar el Sant Jordi Club, una sala de concerts més petita, amb una capacitat de 4.620 espectadors situada a la sala annexa del Palau Sant Jordi, que es va remodelar.

## Esdeveniments celebrats al Palau Sant Jordi

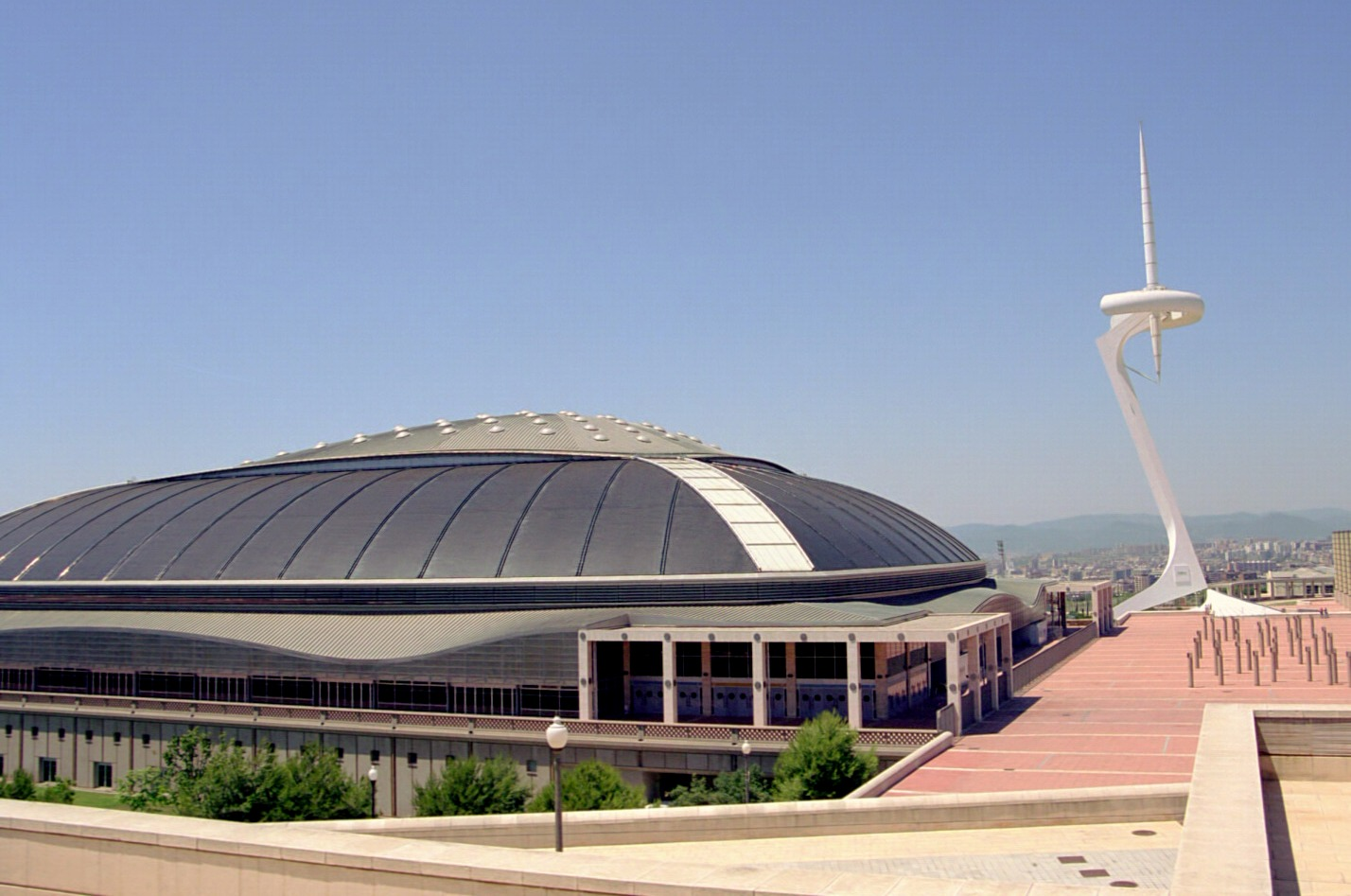
Palau Sant Jordi amb la Torre Calatrava al fons.

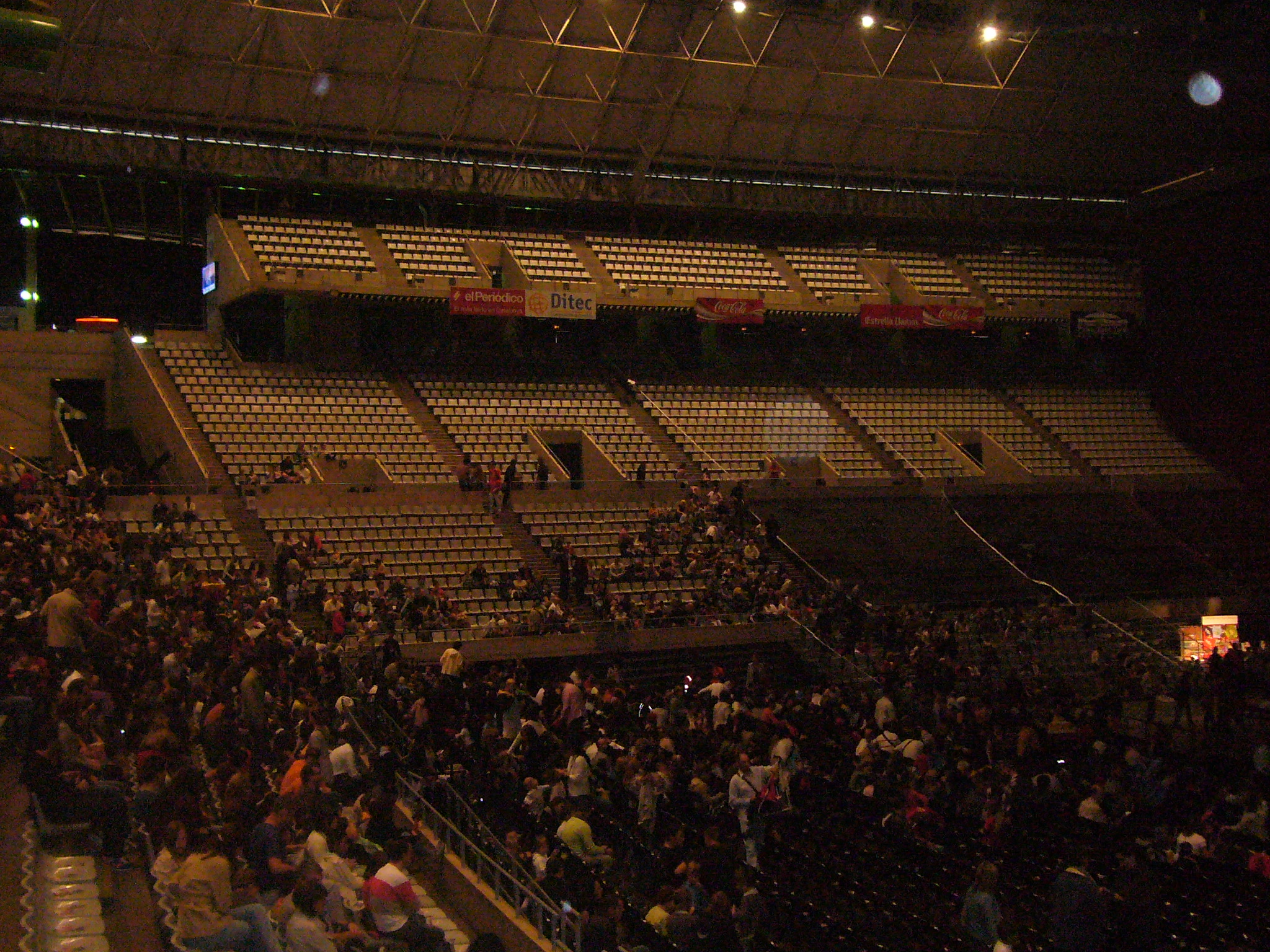
Interior del Palau Sant Jordi.

## Esdeveniments celebrats al Palau Sant Jordi[calcitació]

### Esdeveniments esportius celebrats en el Palau Sant Jordi
- Octubre de 1990: Open McDonald's de Bàsquet.
- Any 1991: WWF World Tour
- Juliol-Agost de 1992: Jocs Olímpics de Barcelona 1992.
- Març de 1995: Campionat Mundial d'Atletisme en Pista Coberta de 1995.
- Juliol de 1997: fase final del Eurobasket
- Abril de 1998: "Final Four" de la FIBA Eurolliga de bàsquet.
- Desembre de 2000: Final de la Copa Davis de tennis entre Espanya i Austràlia.
- Abril de 2003: "Final Four" de l'Eurolliga de bàsquet. Barça campió d'Europa.
- Juliol de 2003: Campionats del Món de natació.
- Octubre 2003: Partit amistós de bàsquet FC Barcelona-Memphis Grizzlies.
- Octubre 2006: Partit amistós de bàsquet FC Barcelona-Philadelphia 76ers.
- Octubre 2008: Partit amistós de bàsquet Washington Wizards-New Orleans Hornets.
- 4, 5 i 6 de desembre 2009:Final de la Copa Davis de tennis, Espanya contra la República Txeca.
- Octubre 2010: Partit amistós de bàsquet Regal FC Barcelona-Los Angeles Lakers.
- 19 de juliol al 4 d'agost de 2013: 15ns FINA Campionats del món de Natació.[8]
- Juliol de 2019: Mundial de Patinatge Artístic

### Esdeveniments musicals
- 5 de novembre de 1990: Depeche Mode, World Violation Tour (1er concert celebrat al Sant Jordi)
- 14 de juny de 1991: concert de Sopa de Cabra, Sau, Els Pets i Sangtraït. 22.104 espectadors
- 1 i 2 d'octubre de 1991: concert de Mecano, de la gira "Aidalai", Tour: 1991-1992.
- 18 de maig de 1992: concert de U2, de la gira "Achtung baby".
- agost de 1993: concert de Prince. 24.200 espectadors (rècord del recinte).
- 23 d'abril de 1994: 20 anys de la Companyia Elèctrica Dharma
- 23 d'abril de 1996: Concert i gravació de "Banda Sonora d'Un Temps, d'Un País".
- 23 d'abril de 1997: concert de Maria del Mar Bonet. 14.000 espectadors.
- Juny de 1997: Concert de Supertramp
- 14 de març de 1998: concert de Spice Girls, de la gira "SpiceWorld Tour".
- 18 i 19 de juny de 1998: concert d'Alejandro Sanz, Tour MAS: 1998

#### 1999
- 9 d'abril: concert de Bruce Springsteen. 20.800 espectadors.
- 27 d'abril: concert d'homenatge a Carles Sabater.
- 1 de juliol: concert de Jarabe de Palo.
- 2 de juliol: macroconcert "Catalunya per Kosovo" amb l'actuació de diversos cantants i grups.
- 6 de juliol: concert de Mike Oldfield.
- 12 de juliol: concert de Metallica.
- (13 i 14 de juliol: concert de Backstreet Boys.
- 15 de juliol: concert d'Aerosmith i Black Crowes.
- 5 d'octubre: concert de Luis Miguel.

#### 2000
- 29 d'abril: concert de Ricky Martin.
- 20 de maig: concert de Carlos Santana. 19.500 espectadors.
- 25 de maig: concert de Pearl Jam.
- 23 de juliol: concert de Iron Maiden. Gira Brave New World Tour.
- 7 de setembre: concert de Miguel Bosé i Ana Torroja. Gira "GiraDos".
- 22 d'octubre: concert de Britney Spears.

#### 2001
- 9 i 10 de juny: concerts de Madonna, en el marc de la seva gira "Drowned World Tour". 36.136 espectadors entre els dos dies.
- 3 i 4 de juliol: concert d'Alejandro Sanz.
- 8 d'agost: concert de U2.
- 11 d'octubre: concert d'Ana Belén i Víctor Manuel.
- 24 d'octubre: concert de Roxette.

#### 2002
- 9, 10 i 11 d'abril: tres concerts consecutius dels integrants d'Operación Triunfo.
- 10 de maig: concert de Roger Waters In the flesh.
- 16 d'octubre: concert de Bruce Springsteen.
- 14 de novembre: cerimònia de lliurament dels MTV Europe Music Awards.
- 11 de desembre: concert de Shakira - "Tour De la Mangosta". 17.800 espectadors.[9]
- 21 de desembre: concert de David Bisbal.
- 11 de desembre: concert d'Alice Cooper.

#### 2003
- 20 de maig: concert de Bon Jovi. 18.000 espectadors.
- 11 de juny: concert de Iron Maiden. Gira Give me Ed…til I’m Dead Tour.
- 22 d'octubre: concert de Christina Aguilera - Stripped Tour.
- 24 d'octubre: concert de Robbie Williams - tour 2003: 18.000 espectadors.
- 3 de desembre: concert de Joan Manuel Serrat.
- 21 de desembre: concert d'Elton John. 15.000 espectadors.

#### 2004
- 2 de juny: concert de Sting. 10.000 espectadors.
- 24 de març: concert d'Eric Clapton.
- 6 de juny: concert de David Bisbal.
- 14 de juny: concert de Lenny Kravitz.
- 17 de juny: concert d'Estopa. 18.000 espectadors.
- 1 de juliol: concert de Phil Collins.
- 7 de setembre: concert d'Alejandro Sanz. 16.000 espectadors.
- 14 de setembre: concert de Chayanne.
- 7 d'octubre: concert de David Bisbal.
- 22 de desembre: concert de Melendi.

#### 2005
- 9 de gener: concert de R.E.M.. 18.000 espectadors.
- 27 de gener: concert de Bryan Adams.
- 2 d'abril: concert de Queen.
- 7 d'abril: concert de Mark Knopfler
- 23 d'abril: macroconcert amb Dept, Lluís Llach, Feliu Ventura, Quimi Portet, Lax'n'Busto, Obrint Pas, Mesclat i La Carrau.
- 27 de maig: concert d'Avril Lavigne.
- 11 de juny: concert de Destiny's Child.
- 16 de juny: concert de Miguel Bosé.
- 8 de juliol: concert de Rod Stewart.
- 14 de juliol: concert de Hombres G i El Canto del Loco.
- 7 de setembre: concert de Juanes.
- 15 de setembre: concert de Amaral.
- 1 d'octubre: concert d'Antonio Orozco.
- 17 de novembre: concert d'Andrés Calamaro.
- 20 de novembre: concert de Coldplay.
- 12 de desembre: concert de Michael Bublé.

#### 2006

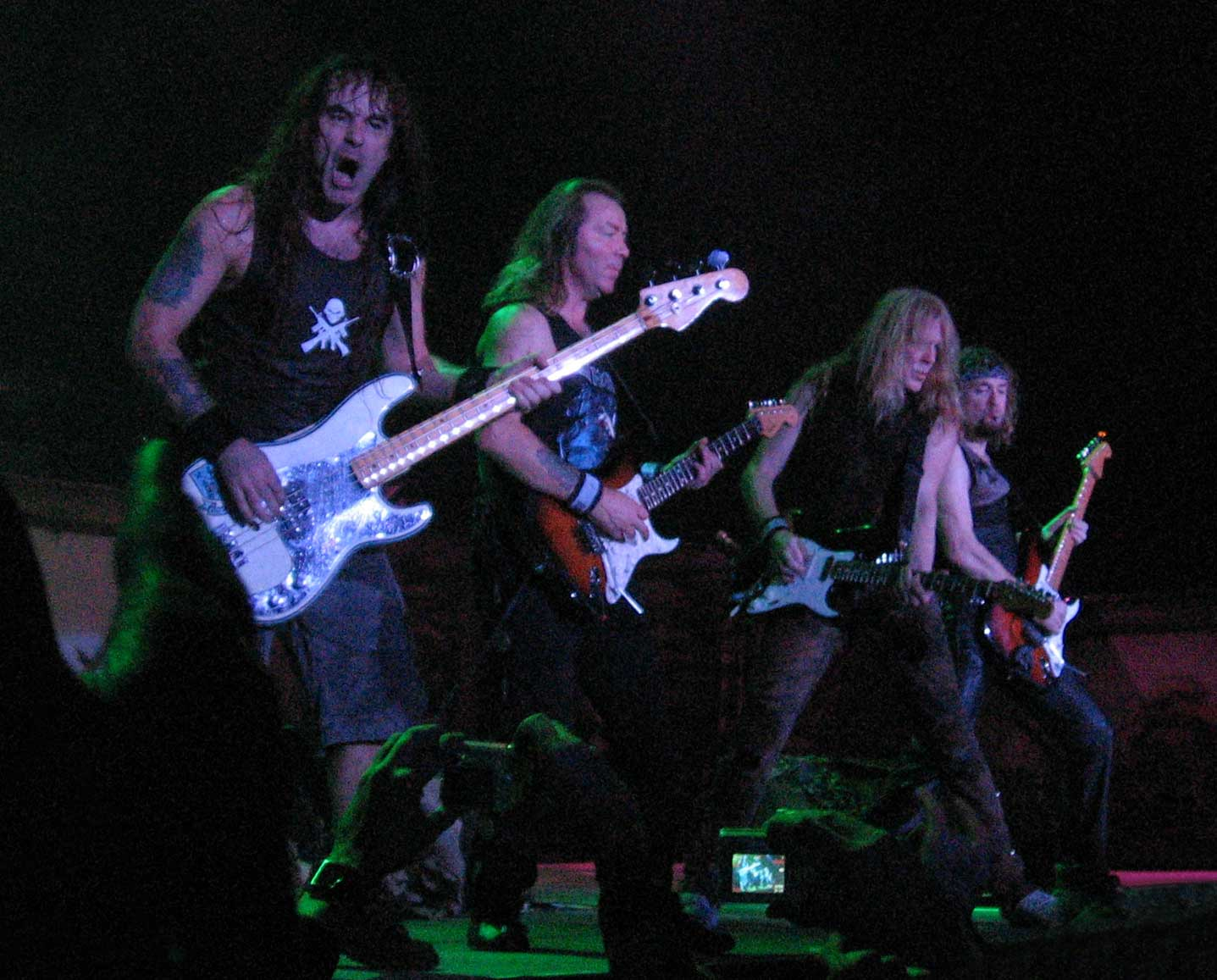
Concert d'Iron Maiden al Palau Sant Jordi.

- 11 de febrer: Depeche Mode en concert.
- 8 de març: concert d'Alejandro Fernández.
- 22 d'abril: Festival CAS '06 amb Rauxa, Glissando*, Ara Mateix, Lax'n'Busto, Gerard Quintana, Gossos, Cris Juanico, Companyia Elèctrica Dharma, Dr. Calypso i La Gossa Sorda.
- 17 de maig: concert de Il Divo.
- 23 de maig: concert de The Eagles.
- 30 de maig: concert de Red Hot Chili Peppers.
- 8 de juny: concert de El Canto del Loco.
- 9 de juny: concert de El Canto del Loco.
- 15 de juny: concert d'Estopa.
- 28 de juny: concert de Shakira - "Fijación Oral Tour". 18.500 espectadors.
- 29 de juny: concert de Joaquín Sabina.
- 7 de setembre: concert d'Ana Torroja.
- 16 de setembre: concert de La Oreja de Van Gogh - Gira "Guapa 2006"
- 23 de setembre: concert de George Michael.
- 14 d'octubre: concert de Sensation White.
- 15 d'octubre: concert de Marc Anthony.
- 24 d'octubre: concert de Bruce Springsteen.tpcadd
- 30 de novembre: concert d'Iron Maiden amb Trivium i Lauren Harris. Gira A Matter of Life and Dead World Tour. 17.890 espectadors.[10]
- 1 de desembre: concert de Fito & Fitipaldis.

#### 2007
- 21 d'abril: concert de Roger Waters The Dark Side of The Moon Live.
- 28 d'abril: concert d'Operación Triunfo 2006.
- 30 d'abril: concert de Luis Miguel.
- 12 de maig: concert de Marea.
- 27 de maig: concert de Beyoncé.
- 17 de juny: concert de Il Divo.
- 26 de juny: concert de Maná.
- 6 de gener: concert de RBD.
- 30 de juny: concert de RBD.
- 3 de juliol) : concert de Ricky Martin.
- 4 de setembre) : concert de Alejandro Sanz.
- 14 de setembre: concert de David Bisbal.
- 5 d'octubre: concert de Dos pájaros de un tiro, de Joaquín Sabina i Joan Manel Serrat.
- 13 d'octubre: concert de El Sueño de Morfeo.
- 18 d'octubre: concert de Mika.
- 20 d'octubre: concert de Take That.
- 16 de novembre: concert de Fito & Fitipaldis.
- 17 de novembre: concert de Fito & Fitipaldis.

#### 2008
- 10 de març: concert de The Cure.
- 29 i 30 de març: Japan Weekend - Esdeveniment de Manga i cultura japonesa on va participar la banda Sexy Mafia
- 2 d'abril: concert de Mark Knopfler.
- 1 de juny: concert de Bon Jovi
- 13 de juny: concert d'Estopa
- 25 de juny: concert de Juanes.
- 26 de juny: concert de Miguel Bosé.
- 27 de juny: concert de Tokio Hotel - 1000 Hotels European Tour.
- 28 de juny: espectacle de Fama ¡a bailar!.
- 29 de juny: concert de Marc Anthony.
- 4 de juliol: concert de El Canto del Loco.
- 12 de juliol: concert de la gira d'Operación Triunfo 2008.
- 25 d'agost: concert de RBD - Tour Empezar Desde Cero.
- 6 de setembre: concert de Coldplay.
- 9 de setembre: concert de Juan Luis Guerra.
- 3 d'octubre: concert de Amaral.
- 11 d'octubre: concert de Enrique Bunbury.
- 23 de desembre: concert de El Canto del Loco.
- 27 de desembre: concert de Muchachito Bombo Infierno.

#### 2009
- 31 de març: concert de AC/DC.
- 3 d'abril: concert de Il Divo.
- 25 d'abril: concert Primavera Pop de Els 40 principals amb les actuacions de: Alesha Dixon, Madcon, Nek, Carlos Baute, Melendi, 84, Ragdog, Melocos, Manuel Carrasco, Lucas Masciano, Macaco, Conchita, La Sonrisa de Júlia, Calle París, Coti i Filippo Landini i Damià.
- 30 d'abril: concert de Laura Pausini.
- 20 de maig: concert de Beyoncé.
- 25 de maig: concert de Avril Lavigne.
- 27 de maig: concert de Luís Fonsi.
- 13 de juny: concert de Hombres G, Tequila (banda), Burning Premi GP
- 25 de juny: concert sub-18 (Under Eighteen) de Katy Perry, All Time Low i Metro Station.
- 14 de setembre: concert de Deep Purple.
- 19 de setembre: concert de Raphael.
- 21 de setembre: concert de Leonard Cohen.
- 1 d'octubre: concert de Green Day.
- 20 d'octubre: concert de Elton John.
- 20 de novembre: concert de Depeche Mode.
- 21 de novembre: concert de Depeche Mode de la gira Tour of the Universe
- 27 de novembre: concert de Muse.
- 12 de desembre: concert de Fito & Fitipaldis.
- 13 de desembre: concert de Fito & Fitipaldis.
- 17 de desembre: concert de Joaquín Sabina.
- 19 de desembre: concert de El Canto del Loco.

#### 2010
- 6 de febrer: concert d'Arctic Monkeys.
- 15 de febrer: concert d'Eros Ramazzotti.

Lady Gaga al Palau Sant Jordi.

- 19, 20 i 21 de febrer: concerts de la gira de Patito feo per Europa, amb Laura Natalia Esquivel.
- 5 d'abril: concert de Tokio Hotel.
- 18 d'abril: concert de Mika.
- 12 de maig: concert d'Alejandro Sanz.
- 2 de juny: concert d'Alicia Keys.
- 18 de juny: concert de David Bisbal.
- 24 de juny: concert de Kiss.
- 27 de juny: concert de Aerosmith.
- 16 de setembre: concert de Joaquín Sabina.
- 18 de setembre: concert de Supertramp.
- 18 de setembre: concert de Peter Gabriel.
- 29 de setembre: concert de Miguel Bosé.
- 29 d'octubre: concert de Sting.
- 30 d'octubre: concert de Michael Buble.
- 20 de novembre: concert de El Barrio.
- 21 de novembre: concert de Arcade Fire.
- 24 de novembre: concert de Shakira.
- 7 de desembre: concert de Lady Gaga.
- 18 de desembre: concert de 30 Seconds to Mars.

#### 2011
- 12 de març: concert de Kylie Minogue
- 29 de març: concert de Roger Waters
- 6 d'abril: concert de Justin Bieber
- 9 de setembre: concert de Sopa de Cabra
- 10 de setembre: concert de Sopa de Cabra
- 11 de setembre: concert de Sopa de Cabra
- 20 de setembre: concert de Maná
- 27 de setembre: concert de George Michael
- 21 d'octubre: concert de Sergio Dalma
- 29 d'octubre: concert de Melendi
- 19 de novembre: concert de Roxette
- 12 de desembre: concert de Rihanna
- 15 de desembre: concert de Red Hot Chili Peppers
- 22 de desembre: concert de Maldita Nerea
- 29 de desembre: concert de Fnac Music Festival amb Amaral, Love of Lesbian, Iván Ferreiro, Antònia Font, Delafé y las Flores Azules i Cyan.

#### 2012
- 1 de gener: Matinée Winter Festival 2012 Matinée Group
- 21 de gener: concert de El Barrio
- 25 de febrer: concert d'Estopa
- 21 d'abril: concert de Laura Pausini
- 26 d'abril: concert de Il Divo
- 20 de juny: concert de Madonna
- 21 de juny: concert de Madonna
- 13 de setembre: concert de Joaquín Sabina i Joan Manuel Serrat
- 27 de setembre: concert de Miguel Bosé
- 3 d'octubre: concert de Leonard Cohen
- 6 d'octubre: concert de Lady Gaga: The Born This Way Ball Tour

#### 2013
- 16 de febrer: concert de Sigur Ros, presentant el seu LP "Valtaris"
- 16 de març: concert de Justin Bieber
- 20 de març: concert de Mumford & Sons presentant el seu nou àlbum "Babel"
- 14 d'abril: concert de Rammstein
- 24-25 de maig: concert de Melendi
- 1 de juny: concert de Rihanna
- 9, 10 i 11 d'agost: Cino World Tour 2013
- 11 i 12 d'octubre: concert de Pablo Alborán amb la seva gira "Tanto"
- 18 d'octubre: Melendi
- 22 de novembre: concert de Malú presentant el seu disc "Sí".
- 29 i 30 de novembre i 1 de desembre: concert de la Sèrie de Disney Channel Violetta
- 7 de desembre: concert de Imagine Dragons amb la seva gira "Night Visions Tour"

#### 2014
- 15 de gener: concert de Depeche Mode presentant el seu nou disc "Delta Machine".
- 30 de gener: concert de Michael Bublé presentant el seu nou disc "To Be Loved".
- 1 de març: concert de Fall Out Boy amb la seva gira "Save Rock and Roll European Tour".
- 17 de març: concert de Cino World Tour amb la seva gira de 2014.
- 22 de març: concert de Romeo Santos amb la seva gira "Romeo Santos Vol. II Tour".
- 24 de març: concert de Beyoncé amb la seva gira "The Mrs. Carter Show World Tour".
- 27 de maig: concert Iron Maiden amb la seva gira "Maiden England".
- 13 de juny: concert de Miley Cyrus amb la seva gira "Bangerz World Tour".[11]
- 25 de juny: Segon concert de Cino World Tour amb la seva gira de 2014 a Barcelona.
- 5 de juliol: concert de David Bisbal presentant el seu nou disc "Tu y yo".
- 10 d'octubre: concert de Malú presentant el seu disc "Sí".
- 14 d'octubre: concert de Kylie Minogue amb la seva gira "Kiss Me Once Tour 2014-2015".
- 8 de novembre: concert de Lady Gaga amb la seva gira "Artrave: The Artpop Ball Tour".

#### 2015
- 16 de febrer: concert de Katy Perry amb la seva gira The Prismatic World Tour.
- 16 de juny: concert d'Ariana Grande amb la seva gira The Honeymoon Tour.
- 21 de juny: concert de Kiss amb la seva gira del 40 aniversari.

#### 2016
- 20 de maig: concert de Malú presentant el seu disc "Caos".
- 24 novembre: concert de Madonna dins el seu Rebel Heart Tour.
- 23 de desembre: concert de Malú presentant el seu disc "Caos".

#### 2018
- 7 de febrer: concert de Metallica amb la seva gira WorldWired Tour.
- 30 de març: concert de Harry Styles amb la seva gira Live On Tour.
- 26 de maig: concert de Dani Martín amb la seva gira Grandes éxitos y pequeños desastres.
- 1 de juliol: concert de Guns N' Roses amb la gira Not in this Lifetime Tour.

2023
- 28 gener: concert d'Oques Grasses rècord d'assistència (18.400 persones).[12]
- 11 febrer: concert de Bad Gyal amb la seva gira La Joia Tour

2024
30 de juny: Eufòria, El Concert

### Altres esdeveniments socials
- 3 de novembre de 2004: 25+25. Festa de celebració del 25 aniversari del grup teatral Tricicle i el diari Sport.
- 10 de setembre de 2007: Conferència pública "L'Art de la Felicitat" Dalai Lama.
- 6 de març de 2008: Míting PSC-PSOE.
- 29 i 30 de març de 2008: Japan Weekend - Esdeveniment de Manga i cultura japonesa Japan Weekend
- 8 i 11 de maig de 2008: [[BioCultura Barcelona]] - enllaç
- 29 al 31 d'agost de 2008: Lancelona V1 - enllaç
- 6, 7 i 8 de març de 2009: II Japan Weekend - Esdeveniment de Manga i cultura japonesa Japan Weekend
- 10 de març de 2012: Constitució de l'Assemblea Nacional Catalana (ANC).